# Patellapis nomioides
Patellapis nomioides är en biart som först beskrevs av Heinrich Friese 1909.  Patellapis nomioides ingår i släktet Patellapis och familjen vägbin. Inga underarter finns listade i Catalogue of Life.